# Партенонас
Партенонас или Партенон (на гръцки: Παρθενώνας, на катаревуса: Παρθενών, Партенон) е село в Северна Гърция, разположено на полуостров Ситония. Селото е част от дем Ситония на област Централна Македония и според преброяването от 2001 година има 7 жители.

## География
Партенонас се намира в центъра на полуостров Ситония, североизточно от Неос Мармарас.

## История

### В Османската империя
В XIX век Партенонас е село в каза Касандра на Османската империя. Александър Синве („Les Grecs de l’Empire Ottoman. Etude Statistique et Ethnographique“) в 1878 година пише, че в Партенон (Parthénon), Касандрийска епархия, живеят 300 гърци. Към 1900 година според статистиката на Васил Кънчов („Македония. Етнография и статистика“) в Партиноне (Партенонъ) живеят 340 жители гърци християни. По данни на секретаря на Българската екзархия Димитър Мишев („La Macédoine et sa Population Chrétienne“) в 1905 година в Партиноне – Партенон (Partinoné-Partenon) има 335 гърци.

### В Гърция
В 1912 година, по време на Балканската война, в Партенонас влизат гръцки части и след Междусъюзническата война в 1913 година остава в Гърция.
| Име   | Име   | Ново име | Ново име | Описание                                    |
| ----- | ----- | -------- | -------- | ------------------------------------------- |
| Вигла | Βίγλα | Скопос   | Σκοπός   | възвишение на С от Неос Мармарас ((134,8 m) |